# Misaki Doiová
Misaki Doiová (japonsky 土居 美咲, Doi Misaki; * 29. dubna 1991 Jokohama) je bývalá japonská tenistka hrající levou rukou, která se na profesionálních okruzích pohybovala v letech 2006–2023. Kariéru ukončila ve 32 letech na Pan Pacific Open 2023. Na okruhu WTA Tour vyhrála jeden singlový a dva deblové turnaje. V sérii WTA 125 triumfovala dvakrát ve dvouhře a čtyřikrát ve čtyřhře. V rámci okruhu ITF získala sedm titulů ve dvouhře a šest ve čtyřhře.
Na žebříčku WTA byla ve dvouhře nejvýše klasifikována v říjnu 2016 na 30. místě a ve čtyřhře pak v květnu 2021 na 77. místě. V závěrečné fázi kariéry ji trénoval Australan Christian Zahalka. Předtím tuto roli plnil jeho krajan Simon Walsh.
V japonském týmu Billie Jean King Cupu debutovala v roce 2011 základním blokem 1. skupiny zóny Asie a Oceánie proti Kazachstánu, v němž prohrála dvouhru se Zarinou Dijasovou. Japonky přesto vyhrály 2:1 na zápasy. Mezi roky 2011–2022 v soutěži nastoupila do dvaceti mezistátních utkání s bilancí 10–10 ve dvouhře a 1–2 ve čtyřhře.
Japonsko reprezentovala na odložených Letních olympijských hrách 2020 v Tokiu, kde v ženské dvouhře vypadla ve druhém kole s pozdější olympijskou vítězkou Belindou Bencicovou.

## Tenisová kariéra
První ženský turnaj na okruhu ITF odehrála v prosinci 2008 jako sedmnáctiletá. Premiérovou událostí na okruhu WTA Tour se stala kvalifikace ósackého HP Open 2009, v níž vypadla ve druhém kole s Američankou Abigail Spearsovou. Na nejvyšší grandslamové úrovni debutovala kvalifikačním turnajem Australian Open 2010.
Premiérový titul na okruhu WTA Tour získala na červencovém Istanbul Cupu 2014, když s Ukrajinkou Elinou Svitolinovou ovládly deblovou soutěž. Ve finálovém duelu porazily pár Oxana Kalašnikovová a Paula Kaniová po dvousetovém průběhu. Deblovou trofej také vybojovala ze série WTA 125K, v níž vyhrála s Číňankou Sü I-fan čtyřhru na nankingském Ladies Open 2013 po finálovém vítězství nad Švedovovou a Čang Šuaj.
První singlový titul dosáhla na říjnovém BGL Luxembourg Open 2015, hraném v Lucemburku. V rozhodujícím zápase přehrála Němku Monu Barthelovou. V následné klasifikaci WTA se posunula na kariérní maximum, když jí patřilo 60. místo.

## Finále na okruhu WTA Tour
| Legenda                           |
| --------------------------------- |
| D – dvouhra; Č – čtyřhra          |
| Grand Slam (0)                    |
| Turnaj mistryň (0)                |
| Premier Mandatory & Premier 5 (0) |
| Premier (0)                       |
| International (1–2 D; 2–1 Č)      |

### Dvouhra: 3 (1–2)
| Stav       | č. | datum          | turnaj                 | povrch    | soupeřka ve finále | výsledek           |
| ---------- | -- | -------------- | ---------------------- | --------- | ------------------ | ------------------ |
| Vítězka    | 1. | 25. října 2015 | Lucemburk, Lucembursko | tvrdý (h) | Mona Barthelová    | 6–4, 6–7(7–9), 6–0 |
| Finalistka | 2. | 14. února 2016 | Kao-siung, Tchaj-wan   | tvrdý     | Venus Williamsová  | 4–6, 2–6           |
| Finalistka | 2. | 15. září 2019  | Hirošima, Japonsko     | tvrdý     | Nao Hibinová       | 6–3, 6–2           |

#### Čtyřhra: 3 (2–1)
| Stav       | č. | datum             | turnaj             | povrch | spoluhráčka       | soupeřky ve finále                      | výsledek         |
| ---------- | -- | ----------------- | ------------------ | ------ | ----------------- | --------------------------------------- | ---------------- |
| Vítězka    | 2. | 20. července 2014 | Istanbul, Turecko  | tvrdý  | Elina Svitolinová | Oxana Kalašnikovová Paula Kaniová       | 6–4, 6–0         |
| Finalistka | 1. | 19. září 2015     | Tokio, Japonsko    | tvrdý  | Kurumi Naraová    | Čan Jung-žan Čan Chao-čching            | 1–6, 2–6         |
| Vítězka    | 2  | 15. září 2019     | Hirošima, Japonsko | tvrdý  | Nao Hibinová      | Christina McHaleová Valeria Savinychová | 3–6, 6–4, [10–4] |

## Finále série WTA 125
| Legenda                  |
| ------------------------ |
| D – dvouhra; Č – čtyřhra |
| WTA 125 (2–2 D; 4–1 Č)   |

### Dvouhra: 2 (2–2)
| Stav       | č. | datum              | turnaj                      | povrch      | soupeřka ve finále    | výsledek |
| ---------- | -- | ------------------ | --------------------------- | ----------- | --------------------- | -------- |
| Finalistka | 1. | 22. listopadu 2015 | Tchaj-pej, Tchaj-wan        | koberec (h) | Tímea Babosová        | 5–7, 3–6 |
| Vítězka    | 1. | 19. března 2016    | San Antonio, Spojené státy  | tvrdý       | Anna-Lena Friedsamová | 6–4, 6–4 |
| Vítězka    | 2. | 13. července 2019  | Båstad, Švédsko             | antuka      | Danka Kovinićová      | 6–4, 6–4 |
| Finalistka | 2. | 8. března 2020     | Indian Wells, Spojené státy | tvrdý       | Irina-Camelia Beguová | 3–6, 3–6 |

### Čtyřhra: 4 (4–1)
| Stav       | č. | datum             | turnaj                       | povrch    | spoluhráčka            | soupeřky ve finále                       | výsledek              |
| ---------- | -- | ----------------- | ---------------------------- | --------- | ---------------------- | ---------------------------------------- | --------------------- |
| Vítězka    | 1. | 3. listopadu 2013 | Nan-king, Čína               | tvrdý     | Sü I-fan               | Čang Šuaj Jaroslava Švedovová            | 6–1, 6–4              |
| Vítězka    | 2. | 27. ledna 2018    | Newport Beach, Spojené státy | tvrdý     | Jil Teichmannová       | Jamie Loebová Rebecca Petersonová        | 7–6(7–4), 1–6, [10–8] |
| Vítězka    | 3. | 13. července 2019 | Båstad, Švédsko              | antuka    | Natalja Vichljancevová | Alexa Guarachiová Danka Kovinićová       | 7–5, 6–7(4–7), [10–7] |
| Vítězka    | 4. | červenec 2022     | Båstad, Švédsko (2)          | antuka    | Rebecca Petersonová    | Mihaela Buzărnescuová Irina Chromačovová | bez boje              |
| Finalistka | 1. | říjen 2022        | Rouen, Francie               | tvrdý (h) | Oxana Kalašnikovová    | Natela Dzalamidzeová Kamilla Rachimovová | 2–6, 5–7              |

## Finále na okruhu ITF
| Dotace turnajů okruhu ITF | Dotace turnajů okruhu ITF |
| ------------------------- | ------------------------- |
| 100 000 $ tournaments     | 80 000 $ tournaments      |
| 60 000 $ tournaments      | 50 000 $ tournaments      |
| 40 000 $ tournaments      | 25 000 $ tournaments      |
| 15 000 $ tournaments      | 10 000 $ tournaments      |

### Dvouhra: 12 (7–5)
| Stav       | č. | datum              | turnaj               | povrch  | soupeřka ve finále  | výsledek         |
| ---------- | -- | ------------------ | -------------------- | ------- | ------------------- | ---------------- |
| Vítězka    | 1. | 28. března 2009    | Kófu, Japonsko       | tvrdý   | Erika Semová        | 7–5, 6–2         |
| Vítězka    | 2. | 2. srpna 2009      | Tokio, Japonsko      | koberec | Sačie Išizuová      | 6–1, 6–4         |
| Finalistka | 1. | 25. září 2009      | Makinohara, Japonsko | koberec | Sie Šu-wej          | 6–2, 5–7, 6–7(4) |
| Finalistka | 2. | 4. října 2009      | Hamanato, Japonsko   | koberec | Tomoko Jonemurová   | 4–6, 6–7(3)      |
| Finalistka | 3. | 2. března 2010     | Irapuato, Mexiko     | tvrdý   | Monique Adamczaková | 6–7(5), 6–2, 2–6 |
| Vítězka    | 3. | 28. listopadu 2010 | Tojota, Japonsko     | koberec | Džunri Namigatová   | 7–5, 6–2         |
| Vítězka    | 4. | 21. dubna 2014     | Soul, Jižní Korea    | tvrdý   | Misa Egučiová       | 6–1, 7–6(7–3)    |
| Vítězka    | 5. | 10. ledna 2015     | Hongkong, Hongkong   | tvrdý   | Čang Kchaj-lin      | 6–3, 6–3         |
| Vítězka    | 6. | 20. srpna 2018     | Vancouver, Kanada    | tvrdý   | Heather Watsonová   | 6–7(4), 6–1, 6–4 |
| Vítězka    | 7. | říjen 2021         | Tyler, Spojené státy | tvrdý   | Harriet Dartová     | 7–6(5), 6–2      |
| Finalistka | 4. | březen 2023        | Bengalúr, Indie      | tvrdý   | Misaki Macudová     | 5–7, 6–4, 6–7(6) |
| Finalistka | 5. | červen 2023        | Říčany, Česko        | antuka  | Elvina Kalievová    | 6–7(2), 0–6      |

### Čtyřhra: 14 (6–8)
| Stav       | č. | datum              | turnaj                               | povrch      | spoluhráčka         | soupeřky ve finále                      | výsledek            |
| ---------- | -- | ------------------ | ------------------------------------ | ----------- | ------------------- | --------------------------------------- | ------------------- |
| Vítězka    | 1. | 20. července 2008  | Mijazaki, Japonsko                   | koberec     | Kurumi Naraová      | Kimiko Dateová Tomoko Jonemurová        | 4–6, 6–3, [10–7]    |
| Finalistka | 1. | 3. května 2009     | Gifu, Japonsko                       | koberec     | Kurumi Naraová      | Sophie Fergusonová Aiko Nakamurová      | 2–6, 1–6            |
| Finalistka | 2. | 10. dubna 2010     | Inčchon, Jižní Korea                 | tvrdý       | Džunri Namigatová   | Irina-Camelia Beguová Erika Semaová     | 2–6, 1–6            |
| Finalistka | 3. | 17. dubna 2010     | Kimhe, Jižní Korea                   | tvrdý       | Džunri Namigatová   | Kyung-Mi Chang Jin-A Lee                | 6–1, 4–6, [8–10]    |
| Finalistka | 4. | 24. dubna 2010     | Čchangwon, Jižní Korea               | tvrdý       | Džunri Namigatová   | Kyung-Mi Chang Jin-A Lee                | 7–5, 3–6, [8–10]    |
| Vítězka    | 2. | 9. května 2010     | Fukuoka, Japonsko                    | koberec     | Kotomi Takahatová   | Marina Erakovicová Alexandra Panovová   | 6–4, 6–4            |
| Finalistka | 5. | 8. července 2013   | Peking, Čína                         | tvrdý       | Miki Mijamurová     | Liou Čang Čou I-miao                    | 6–7, 4–6            |
| Vítězka    | 3. | 24. listopadu 2013 | Tojota, Japonsko                     | koberec (h) | Šúko Aojamová       | Eri Hozumiová Makato Ninomijová         | 7–6(7–1), 2–6, 11–9 |
| Finalistka | 6. | 28. dubna 2014     | Gifu, Japonsko                       | tvrdý       | Sie Jü-ťie          | Jarmila Gajdošová Arina Rodionovová     | 3–6, 3–6            |
| Vítězka    | 4. | únor 2018          | Surprise, Spojené státy              | tvrdý       | Yanina Wickmayerová | Jacqueline Caková Caitlin Whoriskeyová  | 2–6, 6–3, [10–8]    |
| Vítězka    | 5. | únor 2018          | Kófu, Japan                          | tvrdý       | Misa Egučiová       | Megumi Nišimotová Kotomi Takahatová     | 6–3, 6–7(2), [10–8] |
| Vítězka    | 6. | říjen 2018         | Su-čou, Čína                         | tvrdý       | Nao Hibinová        | Luksika Kumkhumová Peangtarn Plipuečová | 6–2, 6–3            |
| Finalistka | 7. | říjen 2021         | Tyler, Spojené státy                 | tvrdý       | Katarzyna Kawaová   | Giuliana Olmosová Marcela Zacaríasová   | 5–7, 6–1, [5–10]    |
| Finalistka | 8. | říjen 2022         | Les Franqueses del Vallès, Španělsko | tvrdý       | Beatrice Gumulyová  | Aliona Bolsovová Rebeka Masárová        | 5–7, 6–1, [3–10]    |